# South Greenfield (Missouri)
South Greenfield est un village du comté de Dade, dans le Missouri, aux États-Unis,. Situé au sud du comté, il est incorporé en 1884.

## Démographie
Lors du recensement de 2010, le village comptait une population de 90 habitants. Elle est estimée, en 2016, à 88 habitants.

## Source de la traduction
- (en) Cet article est partiellement ou en totalité issu de l’article de Wikipédia en anglais intitulé « South Greenfield, Missouri » (voir la liste des auteurs).